# Celastrus myrtifolius
Celastrus myrtifolius är en benvedsväxtart som beskrevs av Carolus Linnaeus. Celastrus myrtifolius ingår i släktet Celastrus och familjen Celastraceae. Inga underarter finns listade.